# St. Mauritz

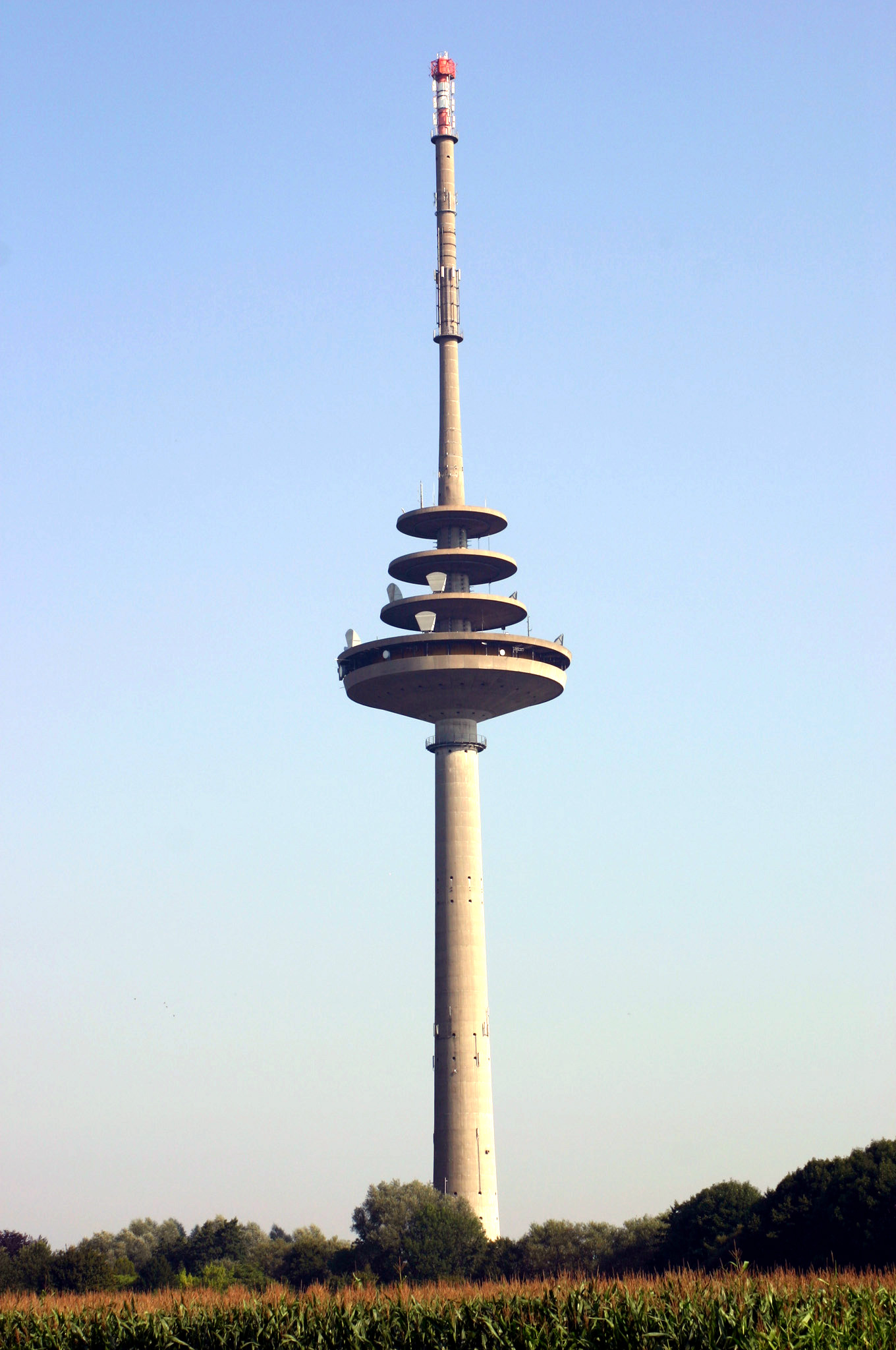
Der Fernmeldeturm, das höchste Gebäude Münsters, steht in St. Mauritz

St. Mauritz ist ein Stadtteil von Münster in Westfalen im Stadtbezirk Ost. In der statistischen Stadtgliederung der Stadt Münster wird St. Mauritz auch als Mauritz-Ost bezeichnet, um es vom näher an der Innenstadt gelegenen Mauritzviertel abzugrenzen. Beide Gebiete gehörten historisch zur Gemeinde Sankt Mauritz, die den östlichen Teil von Münsters Umland umfasste, bis dieses schrittweise eingemeindet wurde. Auf einer Fläche von etwa 5,77 km² wohnen über 11.000 Menschen. 

## Lage
Der Stadtteil wird begrenzt durch den Dortmund-Ems-Kanal im Westen und die Werse im Osten. Im Norden verläuft die Grenze an der Eisenbahnstrecke Münster–Osnabrück und im Süden hinter dem Wohngebiet südlich der Wolbecker Straße. Angrenzende Stadtteile sind Dyckburg im Norden, Handorf im Osten, Gremmendorf im Süden und das Mauritzviertel im Westen.
St. Mauritz zählt heute zu den begehrtesten und teuersten Stadtteilen Münsters. Der Dortmund-Ems-Kanal ist im Sommer ein beliebtes Nah-Erholungsgebiet.

## Geschichte

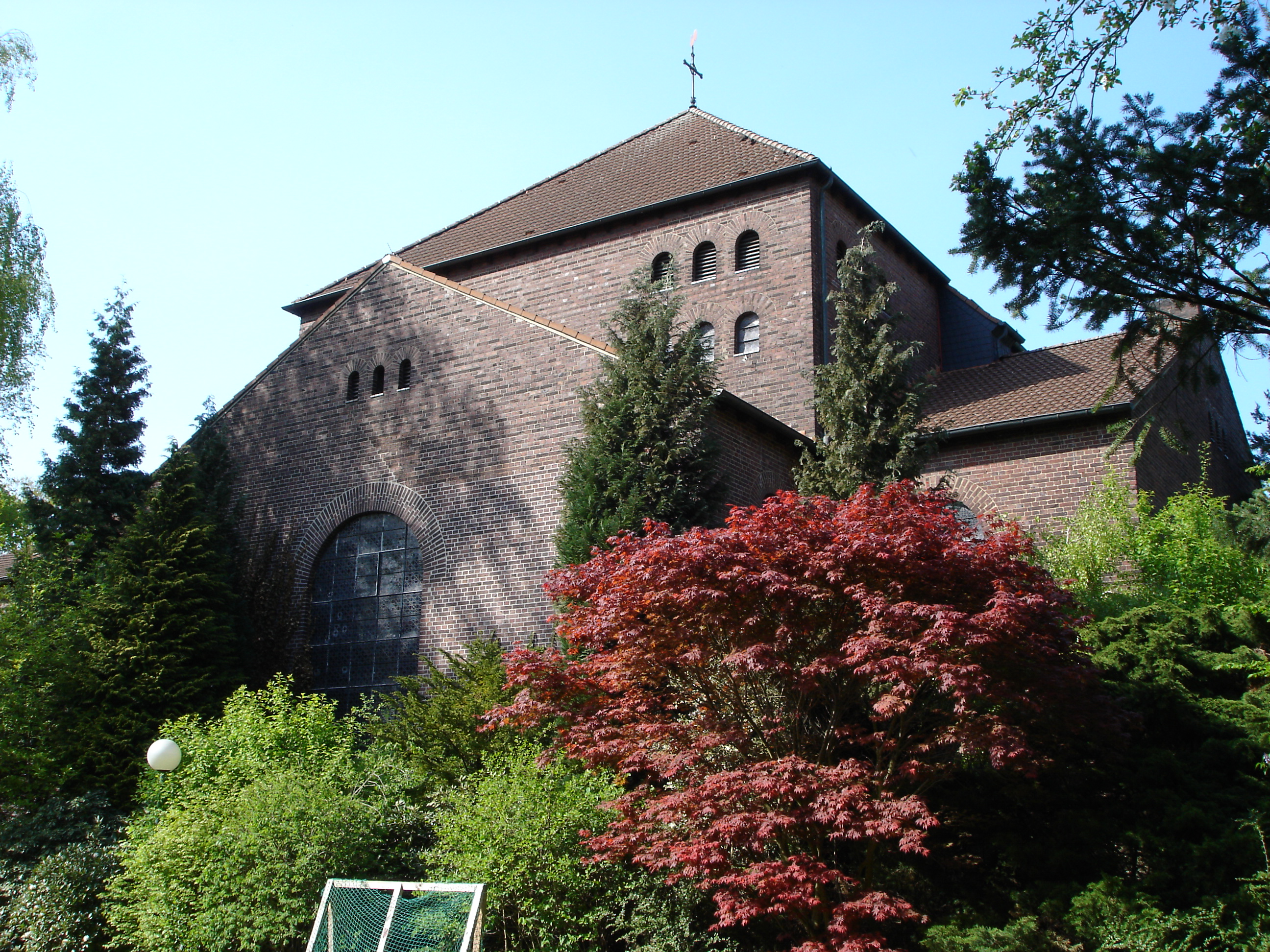
Die St.-Konrad-Kirche

Der heutige Stadtteil St. Mauritz befindet sich auf dem Gebiet der früheren Bauerschaft Werse, die zur Landgemeinde Sankt Mauritz im Kreis Münster gehörte. Deren der Kernstadt am nächsten gelegenen, schon früher verstädterten Teile wurden 1875 nach Münster eingemeindet. Sankt Mauritz bekam einen Haltepunkt an der 1886 in Betrieb genommenen Warendorfer Bahn. Er befand sich an der Ecke Warendorfer/Dyckburgstraße. Der 1899 fertiggestellte Dortmund-Ems-Kanal trennte das westlich davon gelegene Mauritzviertel vom weiterhin ländlich geprägten Teil von St. Mauritz. 1903 wurden die Stadtgrenzen von Münster weiter nach Osten ausgedehnt, bis zur heutigen Mond- und Dyckburgstraße. 
Anstelle des Lohaus-Kotten wurde 1933 die Provinzialfeuerwehrschule Westfalen, das heutige Institut der Feuerwehr Nordrhein-Westfalen an der Wolbecker Straße errichtet. Die Wohnbebauung am Lohaus- und Damaschkeweg entstand in den 1930er-Jahren, während die anderen Häuser in diesem Stadtteil überwiegend erst nach dem Zweiten Weltkrieg gebaut wurden. Im Jahr 1937, während der Zeit des Nationalsozialismus, wurde die St.-Konrad-Kirche gebaut, die von Bischof Clemens August Graf von Galen geweiht wurde. Im Süden von St. Mauritz wurde 1961–63 die Kirche St. Margareta für das in dieser Zeit entstandene Wohngebiet im Süden von St. Mauritz ergebaut, das größtenteils Heimat von einfachen Arbeitern war. Zum 1. Januar 1975 wurde auch der östlich der Mondstraße gelegene Teil von St. Mauritz nach Münster eingemeindet.

## Kirchen
Neben den oben genannten katholischen Kirchen St. Konrad. und St. Margareta (sie fusionierten Mitte 2007 zur Gemeinde St. Benedikt und wurden im Jahr 2013 mit Sankt Mauritz, Herz-Jesu und Erpho und Pius fusioniert) gibt es auch eine evangelische Gemeinde. Die evangelische Auferstehungskirche wurde 1956/57 am Laerer Landweg erbaut, das neue Gemeindehaus 2006 neben der Kirche.

## Statistik
Strukturdaten der Bevölkerung in St. Mauritz am 31. Dezember 2020:
- Bevölkerungsanteil der unter 20-Jährigen: 18,8 % (Münsteraner Durchschnitt: 17,4 %)[2]
- Bevölkerungsanteil der mindestens 60-Jährigen: 27,6 % (Münsteraner Durchschnitt 23,5 %)[3]
- Ausländeranteil: 9,0 % (Münsteraner Durchschnitt: 10,9 %)[4]